# Nikolai Artemoff

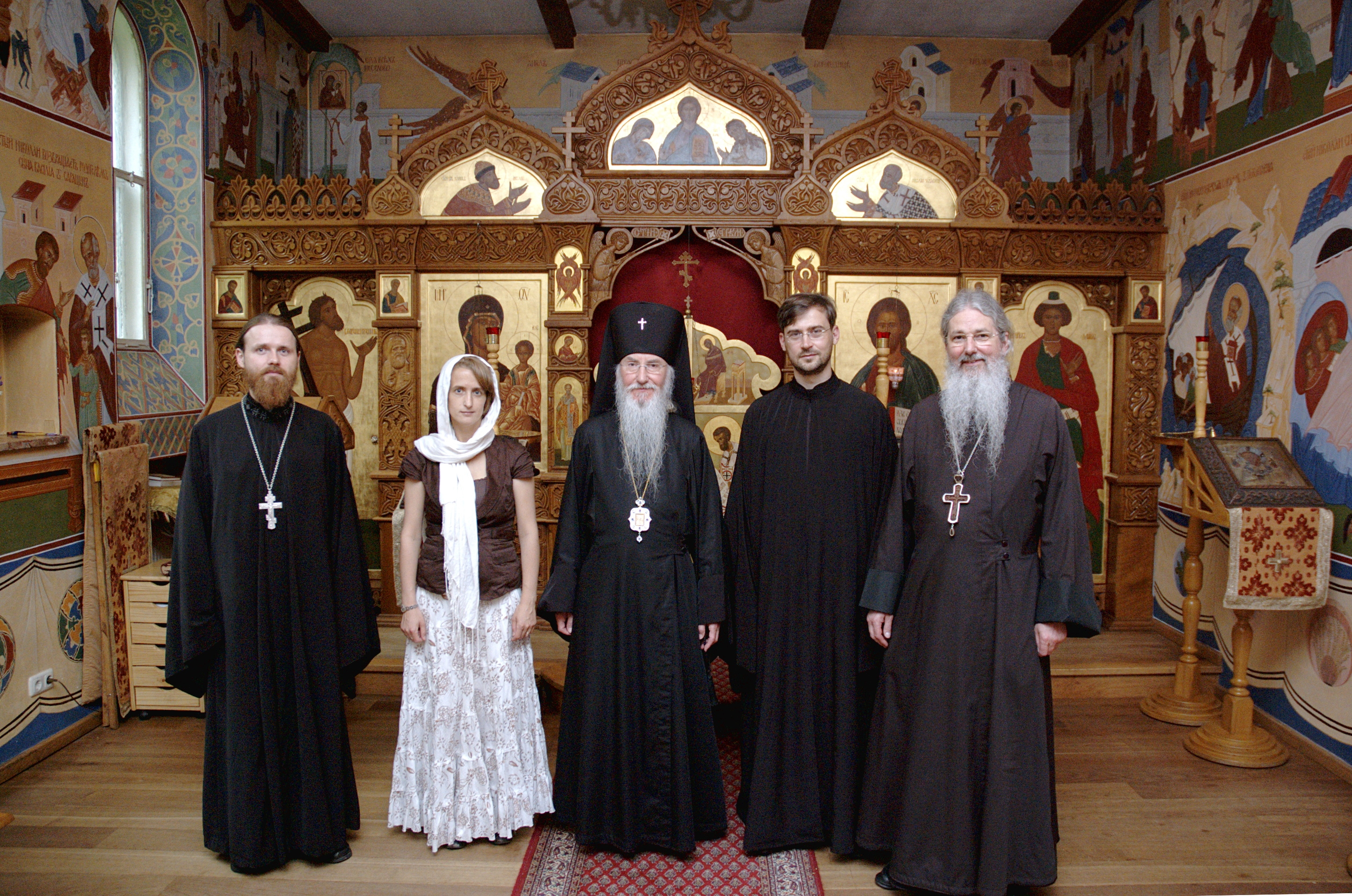
Erzpriester Nikolai Artemoff (rechts)

Nikolai Aleksandrowitch Artemoff (russisch Николай Александрович Артёмов; * 21. April 1950, Hessen) ist ein Geistlicher, Erzpriester der Russisch-orthodoxen Kirche in Deutschland, Kustos der Kathedrale in München und Sekretär der deutschen Diözese der Russischen Orthodoxen Auslandskirche. Er leitet die russisch-orthodoxe Gemeinde in München.
Geboren in der Familie der Figur Der Russischen Emigration Aleksandr Nikolajewitsch Artemoff. Nikolai Artemoff wuchs in Hessen auf und verbrachte dort seine Schul- und Studienzeit. In Frankfurt am Main besuchte er die Helmholtzschule. Mit Archimandrit Mark, der dasselbe Gymnasium besucht hatte, befreundete er sich in dessen Wiesbadener Zeit als Vorsteher der dortigen Gemeinde.
Nach der Ernennung Archimandrit Marks zum Bischof zog Artemoff nach München und betreute zahlreiche Landgemeinden. Die deutsche Diözese übertrug ihm diverse Aufgaben: so arbeitet er in der Übersetzungskommission mit, die von der Orthodoxen Bischofskonferenz in Deutschland mit der Übersetzung liturgischer Texte ins Deutsche betraut wurde.
Seit Anfang der 1980er Jahre ist Artemoff gewählter Sekretär der deutschen Diözese. Zwischen 1981 und 1996 war er Vorsteher der Kirche des Sergius von Radonesch (Bad Kissingen). Seit 1981 organisiert und leitet Vater Nikolai das jährlich stattfindende Münchener Seminar über die Orthodoxie.
Artemoff nahm in den 1990er Jahren an den Gesprächen mit Erzbischof Feofan Galinskij von Berlin und den Priestern der Berliner Diözese des Moskauer Patriarchats teil, welche die Grundlage für den Wiedervereinigungsprozess schaffen sollten. Nach dem Jahr 2000 wurde Vater Nikolai Mitglied der Kommission zur Wiederherstellung der Einheit der Russischen Kirche. Dort arbeitete er bis zur Unterzeichnung des Aktes über die Kanonische Gemeinschaft zwischen der Russischen Orthodoxen Kirche im Ausland und der Russischen Orthodoxen Kirche des Moskauer Patriarchats mit.
Am 22. Mai 2016 verlieh ihm Erzbischof Mark von Berlin und Deutschland, gemäß der Entscheidung des Synods der Russischen Orthodoxen Kirche im Ausland, das Recht, die Mitra zu tragen.